# أحمد الدوسري (مبارز سيف الشيش)
أحمد الدوسري (مواليد 1966) رياضي في الخماسي الحديث ومبارز سيف الشيش بحريني. نافس في مسابقتي الخماسي الحديث ومبارزة سيف الشيش في دورة الألعاب الأولمبية الصيفية 1988.

## روابط خارجية
- أحمد الدوسري على موقع أوليمبيديا (الإنجليزية)